# Edward Newell
Edward Newell (datas desconhecidas) foi um ciclista britânico. Em 1920, ele defendeu as cores do Reino Unido em duas provas nos Jogos Olímpicos de Antuérpia.